# 卓君
卓君（1991年10月18日—），廣西省南寧市武鳴县府城鎮大墩屯人，2011年憑機械舞演出奪取第二屆中国達人秀年度總冠軍。他的務農背景令他有「草根舞王」之稱。

## 生平
卓君生於廣西南寧武鳴縣府城鎮大墩屯，父母均為當地農民。農村有限條件下，他靠網上視頻自學練舞，獲高中老師批准在學校開辦街舞社。在沒有專業老師的指導下，自學Breaking、 Popping、 Locking等技巧。2010年考上南寧市機電職業學院，主修動漫，成為村裡唯一的大學生，在校時多次參加《校園之星》等文藝表演，獲優異成績。
2011年3月15日，卓君申請參加東方衛視中國達人秀，但沒獲回覆，當評審到南寧市選拔時，他决定再試一次，三位評委中，僅兩人同意他出賽，他只列入「待定」名單。正當他以為沒希望時，卻接到《中國達人秀》的通知，要求他第二天到上海比賽。他向同學借了600元，再加自己的300元，足夠買了往上海的機票，第一次乘坐飛機，第一次離開南寧市。　
在舞台上，他的機械舞轰动會場，獲觀眾站立鼓掌；他說話帶著濃厚的南寧白話口音，與評審對答時，偶爾展露害羞，經常說「當然啦」，又在台上以白話說「要是真正的成功時，開架車帶大家到大明山玩」，有時又訕訕地說家人知道他來參賽時，他電話都被打爆，全程流露濃濃「萌」的色彩，獲評審盛讚，讓他順利進入《中國達人秀》十六強。
2011年7月3日在《中国达人秀》全国十六强赛，他自編《稻草人之恋》舞曲，述說兩個稻草人相戀的故事，評審形容他的風格超越了街舞的局限，內容清新，他顺利晋級全國6強。最終他再憑自篇舞曲《夢幻狂想曲》，奪得全國第二屆冠軍。
2023年11月30日，在桂平市第五中学作为特邀嘉宾参演文化艺术节文艺晚会。